# Wolfgang Kogert
Wolfgang Kogert (Wenen, 1980) is een Oostenrijks organist.

## Levensloop
Kogert volbracht zijn studies bij Martin Haselböck in Wenen en Jon Laukvik in Stuttgart. Hij studeerde verder improvisatie bij Tomasz Adam Nowak in Detmold. 
Hij behaalde heel wat prijzen tijdens internationale wedstrijden en won de Eerste prijs in het internationale orgelconcours 2006, in het kader van het Festival Musica Antiqua in Brugge. 
Zijn orgelrecitals brachten hem doorheen Europa, Noord-Afrika en de Arabische landen. 
Wolfgang Kogert verkiest oude muziek te spelen op authentieke instrumenten. Daarnaast is hij ook zeer gericht op het hedendaagse repertoire. Belangrijke hedendaagse componisten, onder hen Wolfram Wagner hebben werk aan hem opgedragen. 
Als solist en basso-continuo-speler wordt hij geregeld gevraagd door onder meer de Tonkünstler Orchestra van Beneden-Oostenrijk, de Wiener Akademie, het Weense Radiosymfonieorkest, de Camerata Salzburg, de Sydney Symphony Orchestra en de Musica Angelica Baroque Orchestra Los Angeles. Hij speelde voor de Weense Musikverein en Konzerthaus en voor de Salzburger Festspiele. 
Wolfgang Kogert is organist van het historische orgel in de Hofburgkapel, waar hij speelt samen met de Wiener Sängerknaben en het Weens Filharmonisch Orkest. 
Hij doceert orgel, als assistent van Tomasz Adam Nowak aan de Muziekhogeschool in Detmold.

## Discografie
In 2009 deed hij zijn eerste solo-opname 'Orgel aan het Weense Hof' op het Sieber organ (1714) van de Sint-Michielskerk in Wenen.